# 永兴场乡
永兴场乡，是中华人民共和国湖南省湘西土家族苗族自治州泸溪县下辖的一个乡镇级行政单位。

## 行政区划
永兴场乡下辖以下地区：
下广村、上广村、密灯村、呈田村、溪头村和三冲坪村。